# El Carmen, Misantla
El Carmen är en ort i Mexiko.   Den ligger i kommunen Misantla och delstaten Veracruz, i den sydöstra delen av landet, 250 km öster om huvudstaden Mexico City. El Carmen ligger 613 meter över havet och antalet invånare är 185.
Terrängen runt El Carmen är kuperad åt nordost, men åt sydväst är den bergig. Terrängen runt El Carmen sluttar norrut. Runt El Carmen är det ganska tätbefolkat, med 166 invånare per kvadratkilometer. Närmaste större samhälle är Misantla, 6,4 km nordväst om El Carmen. Omgivningarna runt El Carmen är en mosaik av jordbruksmark och naturlig växtlighet.